# Blaise Giezendanner
Blaise Giezendanner (ur. 29 listopada 1991 w Chamonix) – francuski narciarz alpejski, olimpijczyk.

## Kariera
Po raz pierwszy na arenie międzynarodowej pojawił się 11 grudnia 2006 roku podczas zawodów FIS Race we francuskim Val Thorens. Zajął wtedy 59. miejsce w slalomie. Debiut w Pucharze Świata zanotował 23 lutego 2013 roku, kiedy to w Garmisch-Partenkirchen zajął 53. miejsce w zjeździe. Pierwsze pucharowe punkty zdobył 2 lata później, 21 lutego 2015 roku, w austriackim Saalbachu, gdzie w zjeździe zajął 27. miejsce. Jedyny raz na podium zawodów tego cyklu stanął 21 stycznia 2021 roku w Kitzbühel, kończąc rywalizację w zjeździe na trzeciej pozycji. Wyprzedzili go jedynie Aleksander Aamodt Kilde z Norwegii i kolejny Francuz - Johan Clarey.
Startował na Zimowych Igrzyskach Olimpijskich 2018 w Pjongczangu w supergigancie. Zajął 4. miejsce. Także w supergigancie startował rok wcześniej na Mistrzostwach Świata 2017 w Sankt Moritz. Uplasował się wówczas na 14. miejscu.
Na Zimowej Uniwersjadzie 2013 w Trentino zdobył 3 medale, z czego jeden złoty w supergigancie.

## Osiągnięcia

### Igrzyska olimpijskie
| Miejsce | Dzień     | Rok  | Miejscowość | Konkurencja | Czas biegu | Strata | Zwycięzca      |
| ------- | --------- | ---- | ----------- | ----------- | ---------- | ------ | -------------- |
| 4.      | 16 lutego | 2018 | Pjongczang  | Supergigant | 1:24,44    | +0,38  | Matthias Mayer |
| 26.     | 7 lutego  | 2022 | Pekin       | Zjazd       | 1:42,69    | +2,31  | Beat Feuz      |
| 9.      | 8 lutego  | 2022 | Pekin       | Supergigant | 1:19,94    | +1,32  | Matthias Mayer |

### Mistrzostwa świata
| Miejsce | Dzień    | Rok  | Miejscowość  | Konkurencja | Czas biegu | Strata | Zwycięzca |
| ------- | -------- | ---- | ------------ | ----------- | ---------- | ------ | --------- |
| 14.     | 8 lutego | 2017 | Sankt Moritz | Supergigant | 1:25,38    | +1,58  | Erik Guay |

### Puchar Świata

#### Miejsca w klasyfikacji generalnej
- sezon 2014/2015: 147.
- sezon 2015/2016: 65.
- sezon 2016/2017: 62.
- sezon 2017/2018: 89.
- sezon 2018/2019: 101.
- sezon 2019/2020: 108.
- sezon 2020/2021: 80.
- sezon 2021/2022: 59.

#### Miejsca na podium w zawodach
1. Kitzbühel – 21 stycznia 2022 (zjazd) – 3. miejsce